# Ferenc Gyurcsány
Ferenc Gyurcsány (Pápa, 4 giugno 1961) è un politico ungherese, leader della Coalizione Democratica.
Dal 29 settembre 2004 al 14 aprile 2009 rivestiva la carica di primo ministro.

## Biografia
Gyurcsány nacque in una cittadina situata nella parte ovest dell'Ungheria. A Budapest frequentò il prestigioso istituto superiore scolastico "Apáczai Csere János". Poi si trasferì a Pécs dove, iscrittosi nella locale università, ottenne dapprima la qualifica d'insegnante (1984) e successivamente conseguì la laurea in economia (1990).
Nel 1984 iniziò a fare politica nella Lega della Gioventù Comunista Ungherese (KISZ), rivestendo la carica di vice presidente della sede di Pécs fino al 1988. Nel 1989 fu nominato presidente del comitato centrale del KISZ per l'università.
Successivamente al crollo del blocco comunista Gyurcsány ottenne la presidenza del DEMISZ, l'organizzazione giovanile nata dalla dissoluzione del KISZ.
Nel 1990 iniziò a lavorare per i nuovi istituti finanziari privati ungheresi, dove raggiunse in breve tempo cariche di prestigio. Approfittò dei numerosi processi di liberalizzazione dei settori produttivi fino ad allora in mano allo stato, tanto che accumulò una discreta fortuna economica che gli fece raggiungere il 50º posto nella classifica degli imprenditori più ricchi di Ungheria (da cui il soprannome "il socialista in limousine" affibbiatogli più di recente).
Nel 2002 ritornò ad interessarsi alla politica, come consigliere di Péter Medgyessy, il futuro primo ministro ungherese. Dal maggio 2003 fino al settembre 2004 fu nominato ministro dello sport. Da ricordare come sotto il suo mandato gli atleti ungheresi furono coinvolti in un clamoroso caso di doping durante le Olimpiadi di Atene del 2004.
Dal gennaio 2004 fino al settembre 2004 divenne presidente del MSZP nella regione nord occidentale del Győr-Moson-Sopron. Nell'estate del 2004 entrò in disaccordo con il primo ministro Medgyessy e diede le dimissioni da ministro. Seguì una crisi di governo, il SZDSZ, alleato del partito socialista, chiese ed ottenne le dimissioni di Medgyessy. Il MSZP, in accordo con il SZDSZ, propose Gyurcsány come nuovo primo ministro. Il 29 settembre 2004 il parlamento ungherese (con 197 voti, 12 contrari e l'astensione della minoranza) conferì il nuovo incarico di primo ministro a Gyurcsány.
Le elezioni parlamentari del 2006 conferirono una vittoria della coalizione MSZP - SZDSZ. Gyurcsány mantenne quindi la carica di primo ministro.

## La crisi del 2006
Nel settembre 2006 viene diffusa una registrazione audio di una riunione del partito socialista a Balatonőszöd, nella quale il premier confessa d'aver deliberatamente nascosto ai cittadini la grave situazione economica del paese e d'aver, conseguentemente, vinto le elezioni di maggio soltanto grazie alle menzogne. La riunione era a porte chiuse e i partecipanti supponevano che nessuno avesse potuto ascoltare cosa fosse stato detto dal premier. Qualcuno invece inviò la registrazione dei discorsi alla radio ungherese (Magyar Rádió) e alla maggior parte degli organi d'informazione il 17 settembre 2006; lo stesso giorno Gyurcsány pubblicò il testo del discorso nel suo blog personale.
Il 18 settembre alcune centinaia di persone hanno dato vita a proteste spontanee di fronte alla sede del parlamento ungherese, chiedendo le dimissioni del governo e una nuova consultazione elettorale. I manifestanti si sono portati di fronte alla sede della televisione pubblica, cercando di entrare per poter mandare in onda un loro appello.
Durante la notte alcune frange di teppisti e manifestanti di estrema destra si sono scontrati con il cordone di polizia che ha risposto lanciando lacrimogeni. Non si sono registrate vittime ma alcune persone sono rimaste ferite gravemente.
Tibor Navraciscs, capogruppo in parlamento del FIDESZ, ha immediatamente espresso solidarietà nei confronti dei manifestanti
I parlamentari del partito socialista hanno espresso solidarietà e pieno appoggio al primo ministro, lo stesso Gyurcsány ha respinto le richieste di dimissioni e ha sostenuto che la rivolta deve essere fermata con ogni mezzo.
Nei giorni successivi il 18 settembre si potevano contare circa 15.000 manifestanti nella città di Budapest, mentre nelle province della nazione non si hanno notizie di manifestazioni simili.
Nella notte del 24 settembre le 25.000 persone che presidiavano Piazza Kossuth decidono di porre fine alla protesta. Il Fidesz, comunque, ha annunciato ai manifestanti che avrebbe continuato a chiedere le dimissioni del primo ministro in Parlamento, formalizzando tale richiesta il giorno successivo.

### Il "dopo-Amministrative"
Il 1º ottobre 2006, le elezioni amministrative, riguardanti gran parte del paese, segnano una sconfitta pressoché generalizzata del PSOU, tanto che l'opposizione chiede al presidente del Consiglio di dimettersi entro settantadue ore. Ferenc Gyurcsány, da parte sua, chiede il voto di fiducia per il suo esecutivo. Il parlamento si pronuncia favorevolmente con 205 voti: solo 3 deputati della coalizione di maggioranza votano contro il primo ministro. La votazione è stata a voto palese su richiesta espressa dello stesso Gyurcsányi.

### La Coalizione Democratica
Nel 2011 abbandona il Partito socialista e dà vita alla Coalizione Democratica.

## Vita personale
È sposato in seconde nozze con Klára Dobrev e ha cinque figli, di cui due nati dal precedente matrimonio.